# Rineck

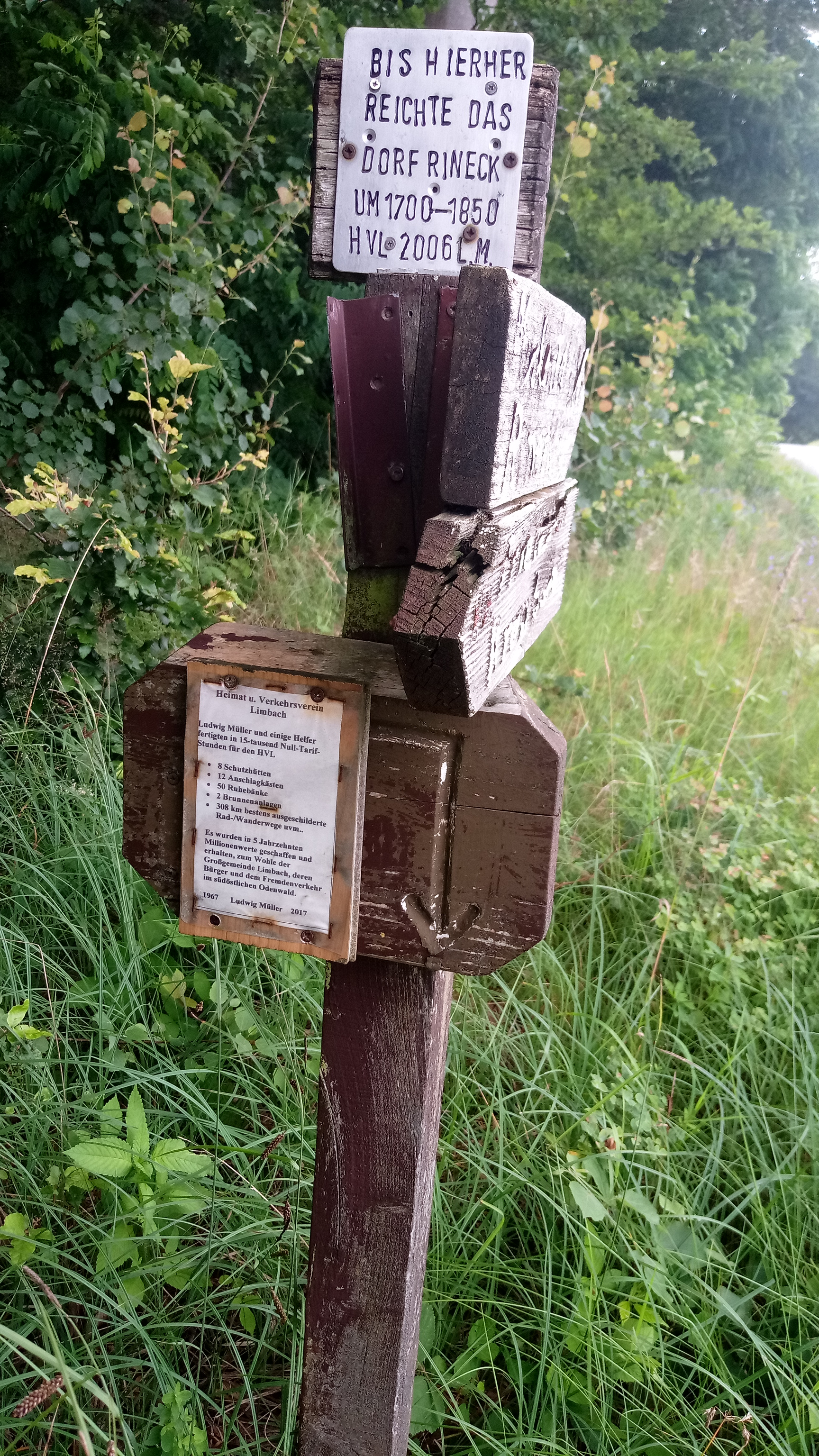
Diese Metallplatte auf einem Wegweiser markiert das nördliche Ortsende von Rineck

Rineck ist ein Hofgut auf der Gemarkung der heutigen Gemeinde Elztal im nördlichen Baden-Württemberg. Von 1788 bis 1850 bestand außerdem die Gemeinde Rineck, die jedoch wegen des schlechten Leumunds ihrer Bewohner aufgelöst wurde. Heute befindet sich zusammen mit einem landwirtschaftlichen Betrieb auf dem Hofgut ein Seminar- und Gesundheitszentrum, das so genannte deutsche Zentrum für Prana-Heilung nach Choa Kok Sui.

## Geografie
Das Hofgut Rineck liegt etwa ein Kilometer nördlich von Elztal-Muckental im hinteren Odenwald.

## Geschichte

### Ödes Weideland
Die Gegend zwischen den Odenwald-Dörfern Krumbach, Limbach, Muckental und Trienz gehörte im frühen 18. Jahrhundert der Kurpfalz und wurde von der Kellerei in Lohrbach verwaltet. Der öde und unfruchtbare Landstrich bei Rineck wurde 1726 vom Lohrbacher Amtskeller als lauther Wildnus und schlecht Odenwäldisch Feld bezeichnet, 1727 als Wüsteney. Dort befand sich lediglich seit langem ein einzelner Hof, der Rineckshof, ansonsten diente die etwa 200 Morgen große Fläche als Schafweide der umliegenden Gemeinden.

### Besiedlung ab 1784
Bereits 1733 veranlasste die kurpfälzische Hofkammer in Mannheim das Oberamt Mosbach, die Urbarmachung des öden Geländes zu überprüfen. Rund 50 Jahre später wurde das Gelände schließlich vom Lohrbacher Amtskeller Minet zur Ansiedlung ausgeschrieben. Die Siedler erhielten jeweils etwa einen Morgen Land geschenkt und mussten sich zur Abgabe von Naturalien und Zins an die Kellerei Lohrbach verpflichten. Der nahe Hof wurde Altrineck, Althof oder Rühlingerhof genannt, während die ab 1784 entstehende Siedlung zunächst den Namen Neurineck trug.
Die Siedler waren teilweise Bauern aus den umliegenden Odenwaldgemeinden, teils entstammten sie aber auch dem fahrenden Volk. Als Berufe werden u. a. genannt: Kesselflicker, Besenbinder, Korbmacher, Gaukler, Maulwurfsfänger, fahrende Musikanten und Hundehändler. Die Bewohner kamen nicht immer freiwillig, sondern wurden auch teilweise von ihren früheren Meldegemeinden abgeschoben. Sie wurden im Volksmund Rielinger genannt. Der erste Bürgermeister, Franz Holzschuh, erhielt am 29. August 1788 den Kaufbrief und das Rechtsgesetzbuch von der Kurpfalz, wodurch die Siedlung Rineck zur Gemeinde erhoben wurde. Rineck kam 1803 zum Fürstentum Leiningen und 1806 an das Land Baden. Kirchlich zählte Rineck zur Pfarrei in Rittersbach. Bürgermeister Holzschuh stammte vom alten Rineckshof und besaß insgesamt 36 Morgen Land, womit er der größte Grundbesitzer der Gemeinde war. Auch die ihm in der Größe ihres Besitzes nachfolgenden Peter Edinger mit 19 Morgen und Georg Nohe mit 12 Morgen kamen vom Rineckshof.

### Schlechte Lebensbedingungen
Wegen der schlechten Böden und der nachlässigen Bestellung der Felder der Gemeinde, unter deren Bevölkerung von 57 Erwerbstätigen im Jahr 1803 nur 7 Bauern, aber 19 Künstler waren, kam es oft zu Hunger, Bettel, Diebstahl und Wilderei. Auch von bewaffneten Überfällen Rielinger Banden wird berichtet. Da die Gemeinde über keinen eigenen Wald verfügte, kam es vielfach auch zu Holzfrevel in umliegenden Wäldern, der von „bewaffneten Rotten“ begangen wurde. In zeitgenössischen Berichten ist sogar die Rede davon, dass man in Rineck überhaupt kein Holz mehr gekauft, sondern alles benötigte Holz anderweitig gestohlen hätte, und dass die als „Langfingerleshof“ bezeichnete Gemeinde Rineck „die allgemeine Klage der Umgebung“ errege und „auf einen unglaublichen Grad demoralisiert“ sei.
Im April 1835 wurden der Bürgermeister von Lohrbach und die meisten Männer des Ortes unter dem Vorwand eines gerade durch Rinecker stattfindenden Holzfrevels aus dem Ort gelockt und anschließend das Anwesen des Bürgermeisters in Brand gesteckt. Das Oberamt vermutete die Täter in Rineck und stationierte dort einen Gendarmen, der jedoch im Juni 1836 nachts im Dienst hinterrücks erschossen wurde.
1838 beklagte der Mosbacher Oberamtmann bei der Kreisregierung, die allmählich auf eine Zahl von 600 angewachsenen Einwohner seien „Diebe, Gauner, Brandstifter, Vaganten usw., weil sie nichts arbeiten wollen“. Da in der Rinecker Gemeindekasse keinerlei Geld vorhanden war, übernahm der Staat die Besoldung von Bürgermeister, Lehrer, Arzt, Leichenschau, Totengräber usw., außerdem wurden weitere Gendarmen in Rineck stationiert, um dem kriminellen Treiben der Bewohner Einhalt zu gebieten.
Schließlich wurden Forderungen laut, die Einwohner der Gemeinde zur Auswanderung in die USA zu bewegen. Der badische Staat führte langwierige Verhandlungen
mit den umliegenden Gemeinden, um diese zur Übernahme eines Teils der Kosten oder zur Aufnahme auswanderungsunwilliger Einwohner zu bewegen. Letztlich wurde doch die Auswanderung von über 600 Personen arrangiert, wofür der badische Staat 63.000 Gulden aufbrachte.

### Auflösung der Gemeinde 1849/50
Der erste Transport mit 168 größtenteils ledigen Auswanderern verließ Rineck am 3. Oktober 1849. Der Agent des Zentralbureau des badischen Auswanderungsvereins, mit dem ein Beförderungsvertrag vereinbart worden war, schrieb: Einzelne waren barfuß, der größte Teil aber nur leicht und sehr ärmlich gekleidet, so daß sie überall, wo sie auf der Reise nach Bremen hinkamen, Aufsehen und Bedauern erregten und nur mit Mühe in den Wirtshäusern untergebracht werden konnten. Die Auswanderung erfolgte zunächst mit Fuhrwerken bis Eberbach, dann mit Schiffen über Mannheim nach Bremen oder Antwerpen und von dort aus nach New York, wo jeder Familienvorstand 20 Gulden und jede weitere Person 10 Gulden erhielt und anschließend seinem Schicksal überlassen wurde. Über den Winter trafen von diesen Personen gute Nachrichten ein, die den Zurückgebliebenen die bevorstehende Auswanderung etwas erleichterten.
Im April 1850 herrschte in Rineck reges Markttreiben, da die restliche Bevölkerung ihre überflüssige Habe veräußern und gleichsam für die Auswanderung benötigte Dinge erwerben musste. Am 11. und 13. Mai 1850 wurden die meisten verbliebenen Rinecker in zwei Gruppen von 200 und 235 Personen schließlich aus dem Ort abtransportiert. Die Durchführung wurde vom Mosbacher Amtspersonal und weiteren 40 Gendarmen überwacht. Die zum Transport von Menschen und Habe benötigten Wagen wurden aus den benachbarten Ortschaften requiriert. Die Bevölkerung der Nachbarorte verfolgte das Geschehen mit großem Interesse. Auch diese beiden Transporte gingen nach New York, wo wieder 10 oder 20 Gulden ausbezahlt und die Menschen ihrem Schicksal überlassen wurden. Der Großteil der ausgewanderten Rinecker ließ sich in Philadelphia nieder. Über andere Auswanderer der Gemeinde Rineck wird dem badischen Auswanderungsverein 1851 berichtet, der Bürgermeister habe sich mit 80 Gemeindegenossen in Rochester in der Nähe des Ontariosees niedergelassen. Sie wohnten alle in einer Straße zusammen, hätten reichlich Verdienst und seien Wegen ihrer guten Führung gut beleumundet. Dieselben Leute, für die man in ihrer Heimat nicht genug Gefangnisse hatte, um sie wegen ihrer Diebstähle und des Holzfrevels abzustrafen.
Etwa 20 bis 25 Personen konnten nicht zur Auswanderung bewegt werden. Vier Familien wurden der Gemeinde Muckental zugewiesen, einige ledige Personen kamen nach Schwetzingen und einige Alte und Gebrechliche wurden auf die umliegenden Orte verteilt. Am 2. Dezember 1850 wurde die Gemeinde Rineck aufgelöst. Nach Auflösung der Gemeinde erhielten die Kapitalgläubiger die verpfändeten Liegenschaften, die dann auf Abbruch verkauft wurden. Äcker und Gärten kamen mittels Verkauf an Bewohner von Krumbach und Alt-Rineck.
Die nur etwa zehn Kilometer entfernt liegende Gemeinde Ferdinandsdorf erlag etwa zur selben Zeit einem ähnlichen Schicksal. Tolnayshof, eine Gemeinde mit ähnlicher Sozialstruktur in der Nachbarregion Bauland, konnte sich noch bis 1880 halten.

### Gründung des heutigen Hofguts
Nachdem in Alt-Rineck kurz darauf auch einige Bewohner auf die Verlockung von bereits in den USA befindlichen Neu-Rineckern hin ausgewandert waren, erwarb 1856 die Mutter von Ferdinand Scipio weite Teile des Geländes und schuf damit ein 500 Morgen umfassendes Hofgut, das Ferdinand gemeinsam mit seinem Schwager Gustav Herth aufbaute. Nach Ferdinand Scipios Tod führte der Sohn Wilhelm Scipio († 1953) das Hofgut weiter. In den etwa hundert Jahren im Besitz der Scipio war das Hofgut von Verwaltern bewirtschaftet und nie rentabel, vielmehr wurden die Verluste aus dem Scipio-Vermögen ausgeglichen. Von Wilhelm Scipio erbte sein Großneffe und Sekretär Eberhard von Gemmingen (* 1926) das Hofgut. Er hatte Pläne zur Rentabilitätssteigerung, doch wurden alle Wirtschaftsgebäude des Hofes 1954 durch Feuer vernichtet. Der Wiederaufbau war 1956 abgeschlossen, die Tilgung der dadurch entstandenen Schulden zog sich bis in die 1980er Jahre. 1989 wurde das Hofgut umfassend modernisiert.
Das Hofgut Rineck wird heute für Seminare mit den Schwerpunkten alternative Heilmethoden und Yoga sowie für Landwirtschaft genutzt.